# Jiří Hudeček
Jiří Hudeček (* 19. Mai 1986) ist ein ehemaliger tschechischer Radrennfahrer.

## Sportliche Laufbahn
Jiří Hudeček wurde 2010 mit dem GIANT Dimp Team Dritter der Gesamtwertung bei dem Etappenrennen Vysočina und Dritter bei der Tour de Brdy. Ab 2011 fuhr er für das tschechische Continental Team PSK Whirlpool-Author. In seinem ersten Jahr dort wurde er Neunter der Gesamtwertung bei der Slowakei-Rundfahrt und wurde in Šumperk tschechischer Meister im Einzelzeitfahren. Im Jahr darauf gewann er mit seinem Team Whirlpool-Author das Mannschaftszeitfahren der Czech Cycling Tour. 2013 beendete er seine Radsportlaufbahn in der Elite, betritt aber anschließend noch Mountainbikerennen. So wurde er 2015 Dritter der nationalen Mountainbike-Meisterschaft.

## Erfolge
2011
- Tschechischer Meister – Einzelzeitfahren

2012
- Mannschaftszeitfahren Czech Cycling Tour

## Teams
- 2010 GIANT Dimp Team
- 2011 PSK Whirlpool-Author
- 2012 Whirlpool-Author
- 2013 Bauknecht-Author